# Dekmanca
Dekmanca je naselje v Občini Bistrica ob Sotli.